# ノロドム・シハヌーク

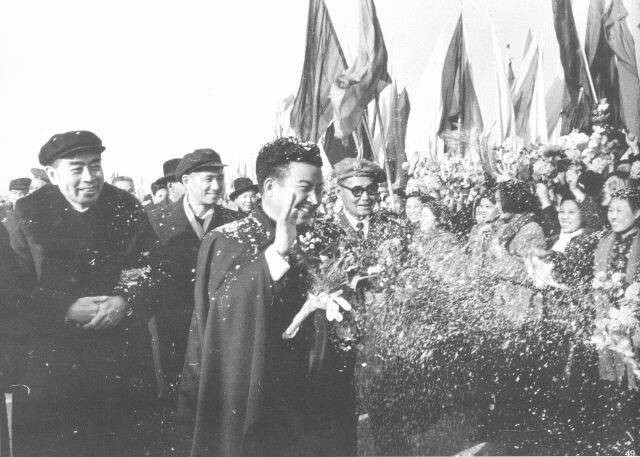
訪中時、北京空港で歓迎を受けるシアヌーク、周恩来(左）と(1956）

ノロドム・シハヌーク（クメール語: នរោត្ដម សីហនុ, ラテン文字転写: Nôroŭttâm Seihânŭ クメール語発音: [nɔˈroːɗɑm ˈsəjhanu]、1922年10月31日 - 2012年10月15日）は、カンボジア国王（在位：1941年4月25日 - 1955年3月2日、1993年9月24日 - 2004年10月7日）、政治家。
「シアヌーク」という表記は "h" の音を発音しないフランス語式の読み方で、原音に一番近い読み方は「ノロードム・シーハヌ」である。

## 生涯

### 即位
カンボジア王族ノロドム・スラマリットとシソワット・コサマック妃の息子として、当時フランス領インドシナの一部であったカンボジアのプノンペンで生まれた。
1941年、同じくフランス領インドシナの一部であったベトナムのサイゴン（現ホーチミン市）に留学中であったが、祖父のシソワット・モニヴォン国王（コサマック妃の父）の崩御に伴い、請われて帰国し、18歳で即位した。
カンボジアの王家はノロドム王（在位1840年 - 1904年）を祖とするノロドム家とシソワット王（在位1904年 - 1927年、ノロドム王の弟）を祖とするシソワット家に分かれ、王位継承に当たって両家の間で争われた。しかし、1941年当時カンボジアを含むフランス領インドシナの最高実力者であったフランス領インドシナ総督ジャン・ドゥクーの裁定により、シハヌークの即位が決定した。
この背景には、シハヌークがノロドム、シソワット両家の血筋を引いている（シハヌークは両国王の曾孫にあたる）ことと、まだ若年のため宗主国フランスの意向に沿うだろうという思惑があったためと見られている。

### 独立宣言
フランス本土からドイツ軍が放逐され、後ろ盾を失ったヴィシー政権が崩壊した後の1945年3月に、インドシナ半島に進駐していた日本軍によってフランス軍が駆逐され、インドシナ政府が解体されると、シハヌークは、隣国ベトナム（保大帝）、ラオス（シーサワーンウォン）と相前後してカンボジアの独立を宣言した。
シハヌークは当初ベトナムと同時に「独立宣言」をするよう調整するつもりであったが、その連絡がうまくいかず、結局はベトナムの独立から2日遅れの13日の独立となった。カンボジアは、フランスの支配に入る前はベトナムの圧迫を受けていたため、ベトナムへ強い対抗意識を持っていた。6月にベトナムがコーチシナ等の旧フランス直轄地の回収を宣言すると、カンボジア側もコーチシナの約半分の領有を主張し、日本へ仲介を依頼している。
しかしそれから2ヶ月後の8月15日に日本が第二次世界大戦に敗戦すると、シハヌークは3月13日をカンボジアの独立の日としながらも、ベトミンの侵略を恐れて、一旦フランスの帰還を制限つきで認めた。そしてアメリカ合衆国を始めとする諸外国を歴訪してカンボジアの現状と独立を国際世論に訴える戦法に出た。その結果、1949年にフランス連合内での独立が認められたが、警察権・軍事権は依然としてフランスの手に握られていた。
これに満足しないシハヌークは離宮に籠もり、「完全に独立が達成されるまで首都・プノンペンには戻らない」と宣言、国内でも都市部を中心に独立を求める反仏デモが大きく盛り上がった。
この間、1953年4月にフランスからの帰国する途中に訪日。昭和天皇に会見する機会を得た。約1ヶ月間、日本に滞在。
国王の強硬な姿勢に驚いた上に、第二次世界大戦で植民地を維持し続ける国力も失ったフランスは遂にカンボジアの完全独立を認め、1953年11月9日、新生「カンボジア王国」が発足した。歓呼の声の中、プノンペンの王宮に凱旋したシハヌークは以後、「独立の父」として国民の尊敬を集めることとなった。

### 退位・政治家へ

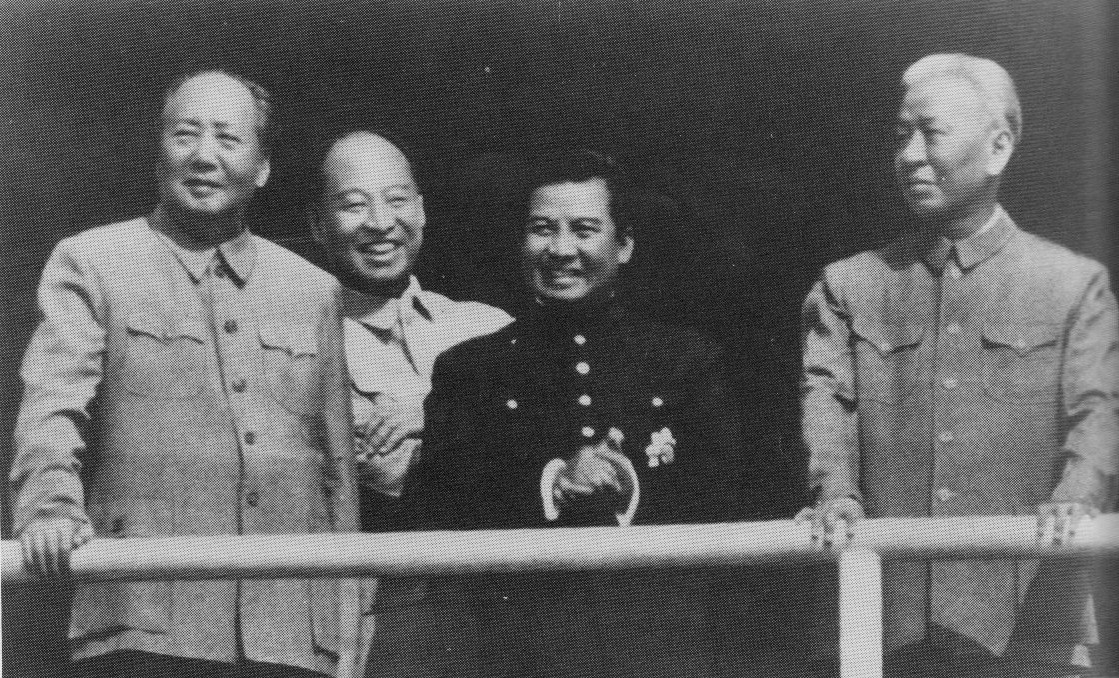
北京で会合するシハヌーク。左から毛沢東、彭真、シハヌーク、劉少奇（1965年）

独立運動を通じて自信を強めたシハヌークは1955年3月3日に退位し、父のノロドム・スラマリットが即位した。
退位後のシハヌークは「殿下」の称号で呼ばれた。立憲君主国であるがゆえに権限に法的制限のある王位を離れたことで、活動範囲に制約のなくなったシハヌークは同年4月7日、政治団体「社会主義人民共同体（サンクム・リアハ・ニヨム、通称サンクム）」を結成し、その総裁として更に政治へ取り組みを表明した。
サンクムは同年の総選挙で圧勝して国会の全議席を制し、いわば「シハヌーク翼賛体制」ともいえる政治環境の中でシハヌークは首相兼外務大臣に就任した。
また、1955年11月には、国賓として日本を訪問。日本にとって外国の王族の訪問は戦後初であった。勲一等旭日大綬章を受ける。
1960年4月に父王が崩御した後は王位を空位とし、母のシソワット・コサマック妃が王太后として国家の象徴となり、シハヌークは新設の「国家元首」に就任して政治指導にあたった。
シハヌークの政策は「王制社会主義」と称されたものであり、仏教の保護と君主制のもと、社会主義的な政策を打ち出していった。また、外交面ではアジア・アフリカ会議や非同盟諸国首脳会議に当初から参加して中立政策を守り、冷戦の続く中、東西両陣営から援助を引き出すことに成功するなど、隣国ベトナムやラオスが戦火に巻き込まれる中、国内は平和を維持していたが、政界では左派・右派の対立が絶えず、シハヌークが必要に応じて左派の重用と弾圧を繰り返したため、ポル・ポトやイエン・サリ、キュー・サムファンといった左派の指導者はジャングルに逃れ、武力闘争に走ることとなった。

### 国外追放

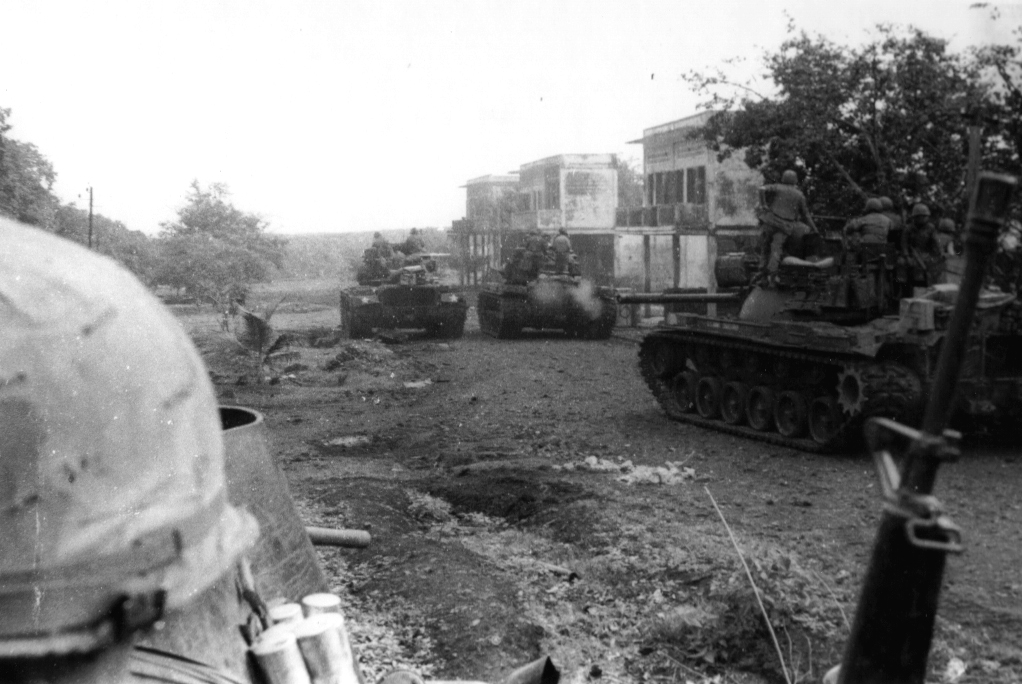
カンボジア戦線に展開するアメリカ軍の戦車

ベトナム戦争中の1970年3月、首相兼国防相のロン・ノル将軍と副首相シリク・マタク（シハヌークの従兄弟）などが率いる反乱軍が軍事クーデターを決行する。議会は外遊中のシハヌーク国家元首の解任、王制廃止と共和制施行を議決し、国名は「クメール共和国」と改められ、ロン・ノルが大統領に就任した。
シハヌークは同年3月22日に北京で記者会見を行い、再び政権の座に復帰することや国家元首の称号を保持し続けるつもりはないと言明。また、香港や日本へ亡命するとの噂も否定した。
クーデターは、アメリカがシハヌークを北ベトナムや南ベトナム解放民族戦線と近い「容共主義者」と見なし、親米派のロン・ノルを支援して追放させたと言われている。
シハヌークは、カンボジア領内に南ベトナム解放民族戦線の補給基地や北ベトナムから南ベトナムへの人員物資補給路であるホーチミンルートの存在を許し、一方で1969年を通してアメリカのカンボジア爆撃を公に非難した。1970年1月にはアメリカ軍と南ベトナム軍の攻撃で多数の民間人死者が出た何千件もの報告を含む政府公式白書を公表していた。また南ベトナムのフルロも軍基地などで反乱を起こした後、しばしカンボジア領に逃げ込んでいた。
クーデター後、ロン・ノル政権は、激しい反ベトナムキャンペーンを行い、クメール領のベトナム系住民を迫害・虐殺・追放した。また、ロン・ノルはアメリカ軍と南ベトナム軍に南ベトナム解放民族戦線を追撃するためのクメール領内侵攻を許し、さらにこれまで局部的であったアメリカ軍の空爆は人口密集地域を含むクメール全域に拡大された。これにより数十万人の農民が犠牲となり、わずか一年半のうちに200万人が国内難民と化した。とくに東部は人口が集中する都市部なども重点的に爆撃を受けた。農村インフラは破壊され、食糧輸出国だったクメールは食糧輸入国に転落した。こうした状況はクメールの一層の不安定化を招き、クメール・ルージュの勢力拡大に有利となった。

### ポル・ポトへの協力と幽閉生活

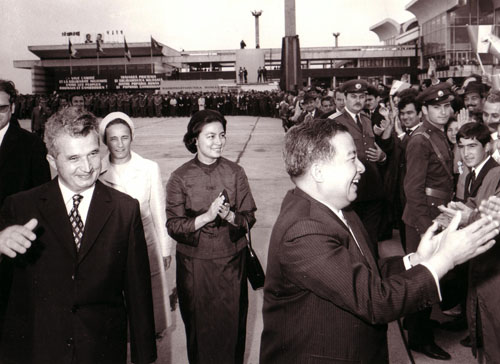
カンボジア王国民族連合政府代表としてルーマニアを訪問し、ニコラエ・チャウシェスクと歩くシハヌーク

追放されたシハヌークは、当時3つの世界論を掲げてアメリカとソビエト連邦の両方と対立していた中華人民共和国の北京に留まり、中華人民共和国からの全面的な協力を得て亡命政権「カンプチア王国民族連合政府」を結成し、ロン・ノル政権打倒を訴えた。
1970年3月末にはコンポンチャムでシハヌークを支持する暴動が起きたが武力鎮圧された。当時の州知事によればこの地域だけで2～3万人の農民が共産主義の影響を受けていた。その他タケオ・スヴァイリエン、カンダルなど諸州で同様の蜂起が起こった。シハヌークは個人的に親しい周恩来と対立する康生が後押しするポル・ポト派をかつて弾圧したこともあって嫌っていたが、中国の毛沢東や北朝鮮の金日成らの説得により彼らと手を結ぶことになり、農村部を中心にクメール・ルージュの支持者を増やすことに貢献した。
シハヌークは名目上、統一戦線のトップではあったが、ポル・ポト派とはロン・ノルという共通の敵を保有していただけに過ぎなかった。あらゆる古い体制の徹底破壊を目指す原理的共産主義を掲げるポル・ポトとその一派にとって、シハヌークはイデオロギー的に相容れない存在であり、両者の関係は最初から緊張をはらんでいたといえる。
アメリカが南ベトナムを見捨て、クメールを含むインドシナ半島から完全撤退したこともあり、1975年4月に中華人民共和国からの武器援助を受けたクメール・ルージュは遂にクメール全土を制圧した。クメール共和国は崩壊し、ポル・ポト派はシハヌークを国家元首とする共産主義国家「民主カンプチア」の成立を宣言し、シハヌークはカンボジアに帰国した。この間、表向きは元の地位に返り咲いたかに見えたシハヌークだったが、実態は何ら権限を与えられず、クメール・ルージュがお膳立てした地方視察（そこでシハヌークは変わり果てた祖国の姿を目の当たりにする）以外はプノンペンの王宮に幽閉同然の身となった。同居を許されたのは第6夫人のモニク妃と2人の間に生まれた2人の王子（シハモニ、ナリンドラポン）及び僅かな側近、従者だけであった。
他の家族のうち、国内に残っていた者は地方に追放され、その結果、5人の子供と14人の孫が虐殺された。当初は、シハヌーク自身も殺されそうになったものの、中華人民共和国政府が政治的理由からポル・ポトらに圧力をかけたために殺されずに済んだ。しかし、王宮内でもポル・ポト信奉者と化したナリンドラポンが両親を非難し続け、シハヌークは「いつ殺されるか」という強迫感も相まって、精神的に追い詰められていった。人々は黒い農民服を着用させられ、自らも着せられたシハヌークは「黒いメルセデス」と自嘲した。1979年までにポルポト政権下で深刻な飢餓とマラリア、虐殺により100万人以上のカンボジア人が犠牲になったとも言われる。
シハヌークは病気療養を理由に海外出国を望んだがクメール・ルージュに拒絶された。それでも彼は懇請を続けた結果、1976年4月に国家元首の辞任が認められ（後任の国家元首〔国家大幹部会議長〕はキュー・サムファン）、以後王宮内に幽閉されたシハヌークは外の様子を知る事ができなくなり、国際社会には消息が伝えられなくなった。

### 出国へ
1978年1月、ポル・ポトはカンボジア東部からベトナム領内を越境攻撃し現地住民を虐殺した。1978年12月25日、ベトナムは、カンボジアから脱出してきたヘン・サムリンやフン・センを指導者とする越境難民たちに軍事訓練を施し、カンプチア救国民族統一戦線として親ベトナムの軍を組織した。そして、カンボジア国内の反ポル・ポト派とも連携し、カンボジア国内に攻め込んだ。カンプチア革命軍は粛清の影響による混乱で指揮系統が崩壊しており、わずか2週間でカンプチア革命軍の兵力は文字通り半減する。
1979年1月7日、カンボジアに侵攻したベトナム軍がプノンペンに入ると、ポル・ポト首相はシハヌークを呼び出し、国際連合安全保障理事会においてベトナム軍の不当性を訴えるよう要請した。シハヌークはようやく、家族や側近と共にカンボジアを出国した（イエン・サリ、キュー・サムファンはシハヌーク単独での出国を主張したが、ポル・ポト自身が家族同行を許可したという）。ニューヨーク滞在中にシハヌークは随行員の監視の目を盗んで滞在先のホテルからの脱出に成功し、再び中華人民共和国に亡命することとなった。
ベトナムの影響を強く受けたヘン・サムリン政権（カンプチア人民共和国）が成立し、クメール・ルージュ軍およびポル・ポトはタイの国境付近のジャングルへ逃れた。ポル・ポトは国の西部の小地域を保持し、タイ領内からの越境攻撃も行いつつ、以後も反ベトナム・反サムリン政権の武装闘争を続けた。
1981年9月4日、マレーシアのクアラルンプールでシハヌーク、ポル・ポト、右派自由主義のソン・サンの反ベトナム三派による民主カンプチア連合政府（CGDK）を結成して中国、アメリカ、ASEANの支援により国際連合総会で議席を有した。

### 王制復活
その後、1989年にベトナム軍はカンボジアから撤退し、1992年3月に、国際連合カンボジア暫定統治機構（UNTAC）は平和維持活動を始め、初のPKO参加となる日本の自衛隊も派遣された。
1991年11月15日にシハヌークは亡命先の北京から約13年ぶりにカンボジアに帰国した。
1993年4月から6月まで国連の監視下で総選挙が行なわれ、シハヌークの次男ラナリット王子の率いるフンシンペック党が第一党となった。なおポル・ポト派はこの選挙に参加せず、新しい連立政権と戦い続けたが9月には制憲議会が新憲法を発布、新憲法では立憲君主制を採択し、シハヌークが国王に再即位した。
1994年にクーデター未遂事件が発生したが、これを最後に国内はおおむね平定された。1998年4月には、中国や北朝鮮からの支援も途絶え、カンボジアの辺境にわずかに残ったポル・ポト派支配地域のみを統治していたポル・ポトが死んだことが明らかとなり、この地も平定された。

### 退位と崩御
2004年10月20日に突然退位し息子のノロドム・シハモニ王子（母は第6夫人モニニヤット王妃）が国王に即位した。
退位後は「サムデック・オー」（クメール語: សម្តេចឪ, ラテン文字転写: Samdech Euv、滞在先の中国では太皇と呼ばれた）の敬称が与えられ、1993年から続く自身の療養のため、頻繁に中国を訪れる生活を送っていたが、2012年10月15日に北京で心不全のため崩御。89歳没。シハモニ国王とフン・セン首相らは北京に飛び、17日にシハヌークの亡骸は中国国際航空の航空機でカンボジアに帰され、約120万人の国民が空港から王宮まで出迎えた。

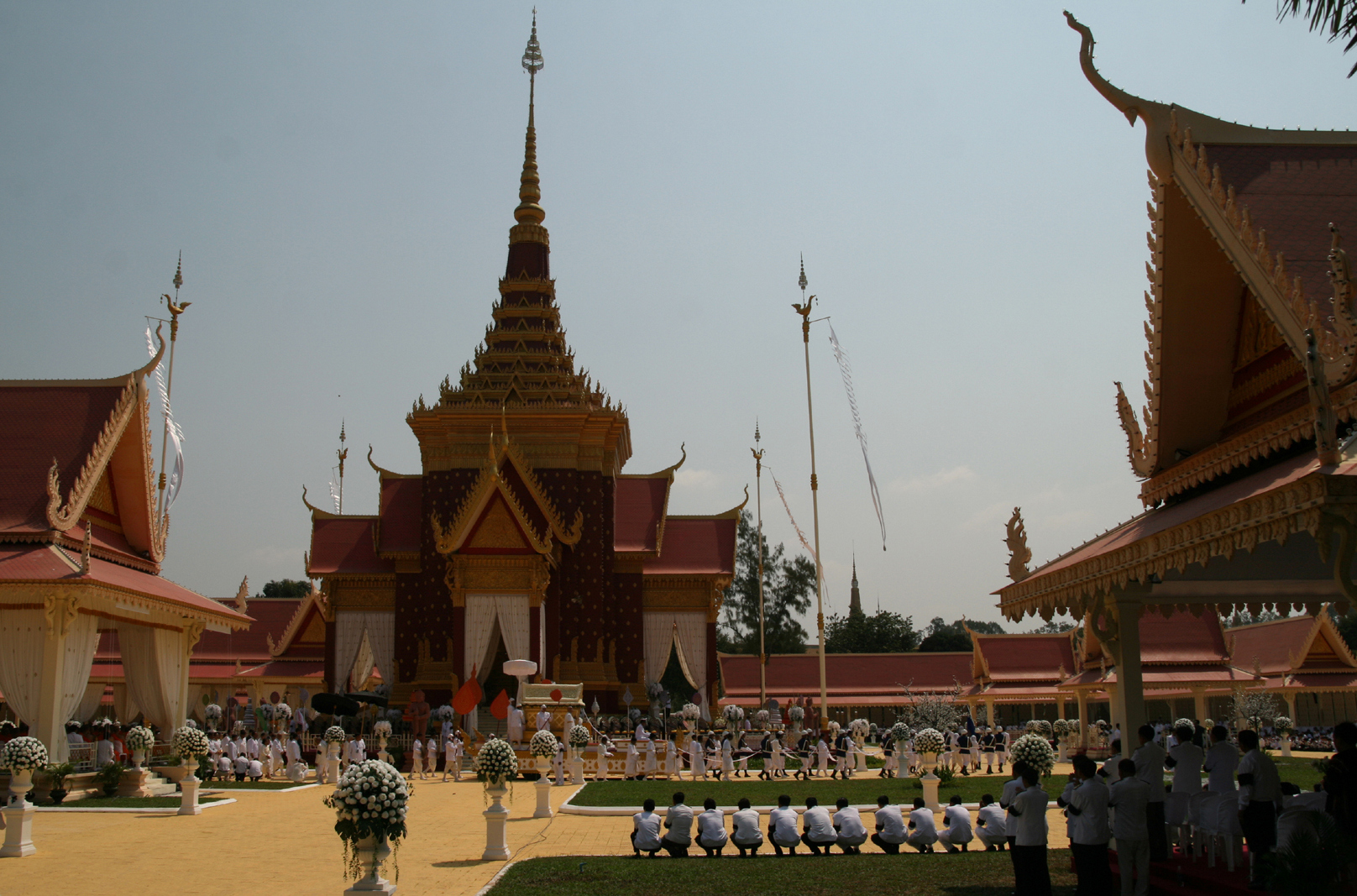
シハヌークの国葬

2013年2月1日から数日間に渡り国葬の儀式が執り行われ、各国の首脳や日本からは秋篠宮文仁親王が参列した。

## 評価
カンボジアの混乱した歴史の中、シハヌークは2度に亘り王になり、1種類の大統領、2種類の首相のほか、職名のないカンボジア国家元首など、多数の地位と同様に様々な亡命政府のリーダーになった。そこで、ギネスブックは、シハヌークを「世界の政権で最も多くの経歴を持つ政治家である」と認定している。
また、カンボジアで発行されている複数のリエル紙幣で肖像が使用されている。

## 家族
- ※印はポル・ポト政権下で死亡または行方不明になった者を示す。
- パット・カニョル妃（1920年 - 1969年、後に離婚）
  - ボパ・デヴィ王女（1943年 - 2019年11月18日）元文化芸術相
  - ラナリット王子（1944年 - 2021年11月28日）元第一首相、元下院議長
- シソワット・ポンサンモニ妃（1929年 - 1974年、1951年離婚）
  - ユワニヤット王子（1943年 - 2021年1月14日）
  - ラクウィウォン王子（1944年 - 1973年）マラリアで薨去
  - チャクラポン王子（1945年 - ）ヘン・サムリン政権で副首相を務めた。
  - ソリヤ・ルアンシー王女（1947年 - 1976年）※
  - カンタ・ボパ王女（1948年 - 1952年）白血病で薨去
  - ケマヌラク王子（1949年 - 1975年）※
  - ボトゥム・ボパ王女（1951年 - 1976年）※
- シソワット・モニケッサン妃（1929年 - 1946年）
  - ナラディポー王子（1946年 - 1976年）※
- ノロドム・ノルレアク妃（1927年 - 1955年）
- マニヴァン・ファニウォン妃（1934年 - 1975年）※
  - ソチェアタ・スジャータ王女（1953年 - 1975年）※
  - アルンラズメイ王女（1955年 - ）
- ノロドム・モニニヤット・シハヌーク妃（旧名：パウル・モニク・イッジ妃、1936年 - ）
  - シハモニ王子（1953年 - ）現国王
  - ナリンドラポン王子（1954年 - 2003年）心臓麻痺で薨去

## 著書 (邦訳)
- ジャン・ラクチュール共著（対談）（著）『北京からみたインドシナ : シアヌークは語る』友田錫（訳）、サイマル出版会、1972年。
- 『シアヌーク回想録 : 戦争…そして希望』友田錫・青山保（訳）、中央公論社、1980年9月25日。
- 『わたしの見た朝鮮』飯田良治（訳）、幸洋出版、1981年9月15日。
- 『わたしの見た朝鮮民主主義人民共和国 : 1980～1982』外国文出版社編集部（訳）、外国文出版社、1983年。
- 『シアヌーク最後の賭け』牧事務所訳、柳川経営研究所・国会タイムズ社共同刊行、河出書房新社・販売、1988年
- バーナード・クリッシャー（著）『私の国際交遊録 : 現代のカリスマとリーダーシップ』仙名紀（訳）、恒文社、1990年6月30日。

## 映画
シハヌークは映画製作を1940年代から行っており、確認されるだけでも90本の映画製作に関与した。シハヌークはカンボジアで最初にフィルム映画作成を行った人物と見られているが、その作品は現存していない。多くの作品では監督・脚本をつとめており、自ら出演することもあった。1969年のラブロマンス映画『たそがれ』では主演をつとめ、妻ノロドム・モニニヤットを相手役にしている。息子であり、その後国王となったシハモニも度々出演しており、1992年の『夕暮れの私の村』では主演をつとめている。